# Fifth Third Charleston 2 2024 - Doppio
Il doppio femminile del torneo di tennis professionistico Fifth Third Charleston 2 2024, facente parte della categoria WTA 125 nell'ambito del WTA 125 2024, si gioca dal 18 al 24 novembre 2024 a Charleston, negli Stati Uniti d'America.
In finale Nuria Brancaccio e Leyre Romero Gormaz hanno sconfitto Kayla Cross e Liv Hovde con il punteggio di 7-6(6), 6-2.
Olivia Gadecki e Olivia Nicholls erano le campionesse in carica, ma hanno scelto di non prendere parte a questa edizione del torneo.

## Teste di serie
1. Emily Appleton /  Carmen Corley (quarti di finale)
2. Sophie Chang /  Rasheeda McAdoo (quarti di finale)

1. Nuria Brancaccio /  Leyre Romero Gormaz (Campionesse)
2. Jaimee Fourlis /  Dalayna Hewitt (semifinale)

## Wildcard
1. Frances Pate /  Chelsea Sawyer (primo turno, ritirate)

## Tabellone

### Legenda
| - Q = Qualificato - WC = Wild card - LL = Lucky loser | - ALT = Alternate - SE = Special Exempt - PR = Protected Ranking | - w/o = Walkover - r = Ritirato - d = Squalificato |

|  | Primo turno | Primo turno                  | Primo turno          | Primo turno          | Primo turno         |  |  | Quarti di finale | Quarti di finale             | Quarti di finale             | Quarti di finale   | Quarti di finale  |    |     | Semifinali | Semifinali                   | Semifinali                   | Semifinali                           | Semifinali                           |   |   | Finale | Finale | Finale | Finale | Finale |  |
|  |             |                              |                      |                      |                     |  |  |                  |                              |                              |                    |                   |    |     |            |                              |                              |                                      |                                      |   |   |        |        |        |        |        |  |
|  | 1           | E Appleton C Corley          | E Appleton C Corley  | E Appleton C Corley  | E Appleton C Corley |  |  |                  |                              |                              |                    |                   |    |     |            |                              |                              |                                      |                                      |   |   |        |        |        |        |        |  |
|  |             | Bye                          | Bye                  | Bye                  | Bye                 |  |  | 1                | E Appleton C Corley          | E Appleton C Corley          | 3                  | 5                 |    |     |            |                              |                              |                                      |                                      |   |   |        |        |        |        |        |  |
|  |             | K Cross L Hovde              | K Cross L Hovde      | K Cross L Hovde      | w/o                 |  |  |                  | K Cross L Hovde              | K Cross L Hovde              | 6                  | 7                 |    |     |            |                              |                              |                                      |                                      |   |   |        |        |        |        |        |  |
|  |             | UM Arconada M Mateas         | UM Arconada M Mateas | UM Arconada M Mateas |                     |  |  |                  |                              |                              |                    |                   |    |     |            | K Cross L Hovde              | 0                            | 7                                    | [10]                                 |   |   |        |        |        |        |        |  |
|  | 4           | J Fourlis D Hewitt           | 6                    | 1                    | [10]                |  |  |                  |                              | 4                            | J Fourlis D Hewitt | 6                 | 64 | [6] |            |                              |                              |                                      |                                      |   |   |        |        |        |        |        |  |
|  |             | A Akli V Hu                  | 4                    | 6                    | [4]                 |  |  | 4                | J Fourlis D Hewitt           | J Fourlis D Hewitt           | 6                  | 6                 |    |     |            |                              |                              |                                      |                                      |   |   |        |        |        |        |        |  |
|  |             | E Gorgodze E Makarova        | 3                    | 6                    | [5]                 |  |  |                  | M Bayerlová M Okáľová        | M Bayerlová M Okáľová        | 2                  | 3                 |    |     |            |                              |                              |                                      |                                      |   |   |        |        |        |        |        |  |
|  |             | M Bayerlová M Okáľová        | 6                    | 3                    | [10]                |  |  |                  |                              |                              |                    |                   |    |     |            | Kayla Cross Liv Hovde        | Kayla Cross Liv Hovde        | 6                                    | 2                                    |   |   |        |        |        |        |        |  |
|  |             | E Christofē C Rosca          | 4                    | 6                    | [10]                |  |  |                  |                              |                              |                    |                   |    |     |            |                              | 3                            | Nuria Brancaccio Leyre Romero Gormaz | Nuria Brancaccio Leyre Romero Gormaz | 7 | 6 |        |        |        |        |        |  |
|  |             | H Chang J Loeb               | 6                    | 4                    | [8]                 |  |  |                  | E Christofē C Rosca          | E Christofē C Rosca          | 2                  | 3                 |    |     |            |                              |                              |                                      |                                      |   |   |        |        |        |        |        |  |
|  |             | A Čaraeva A Osborne          | 6                    | 61                   | [8]                 |  |  | 3                | N Brancaccio L Romero Gormaz | N Brancaccio L Romero Gormaz | 6                  | 6                 |    |     |            |                              |                              |                                      |                                      |   |   |        |        |        |        |        |  |
|  | 3           | N Brancaccio L Romero Gormaz | 3                    | 7                    | [10]                |  |  |                  |                              |                              |                    |                   |    |     | 3          | N Brancaccio L Romero Gormaz | N Brancaccio L Romero Gormaz | 7                                    | 6                                    |   |   |        |        |        |        |        |  |
|  |             | K McPhee A Sharma            | K McPhee A Sharma    | K McPhee A Sharma    | w/o                 |  |  |                  |                              |                              | K McPhee A Sharma  | K McPhee A Sharma | 68 | 3   |            |                              |                              |                                      |                                      |   |   |        |        |        |        |        |  |
|  | WC          | F Pate C Sawyer              | F Pate C Sawyer      | F Pate C Sawyer      |                     |  |  |                  | K McPhee A Sharma            | 0                            | 6                  | [11]              |    |     |            |                              |                              |                                      |                                      |   |   |        |        |        |        |        |  |
|  |             | I Bara G Feistel             | I Bara G Feistel     | 5                    | 65                  |  |  | 2                | S Chang R McAdoo             | 6                            | 1                  | [9]               |    |     |            |                              |                              |                                      |                                      |   |   |        |        |        |        |        |  |
|  | 2           | S Chang R McAdoo             | S Chang R McAdoo     | 7                    | 7                   |  |  |                  |                              |                              |                    |                   |    |     |            |                              |                              |                                      |                                      |   |   |        |        |        |        |        |  |